# Savino Pezzotta
Savino Pezzotta (né le 25 décembre 1943 à Scanzorosciate) est un dirigeant syndical et un homme politique italien, actuel leader de la Rose pour l'Italie.

## Biographie
Savino Pezzotta a dirigé la Confédération italienne des syndicats de travailleurs (CISL) de 2000 à 2006.